# Хав'єр Дорадо
Хав'єр Дорадо (ісп. Javier Dorado, нар. 17 лютого 1977, Талавера-де-ла-Рейна — 27 лютого 2025) — іспанський футболіст, що грав на позиції захисника.
Виступав, зокрема, за клуби «Спортінг» (Хіхон) та «Мальорка», а також молодіжну збірну Іспанії.

## Клубна кар'єра
Вихованець клубу «Реал Мадрид». З 2006 року став грати за третю команду клубу, а з наступного року і за другу. У 1999 році Дорадо зіграв свої перші матчі з основною командою. Його першим матчем був півфінал Кубка Іспанії проти «Валенсії», який столичний клуб програв з рахунком 6:0. З наступного сезону став частіше залучатись до матчів і з «Реалом» брав участь у клубному чемпіонаті світу 2000 року, де не зміг реалізувати вирішальний післяматчевий пенальті своєї команди й «Реал» поступився мексиканській «Некаксі» та не здобув медаль. Всього за сезон зіграв 7 ігор в усіх турнірах, так і не ставши основним гравцем «вершкових», тому надалі грав на правах оренди за клуби «Саламанка» та «Спортінг» (Хіхон) У Сегунді.
2002 року Дорадо повернувся до Мадрида та вищого дивізіону, підписавши контракт із «Райо Вальєкано», але знову закріпитись не зумів, тому наступного року повернувся у «Спортінг» (Хіхон), де провів три сезони, зігравши понад 100 ігор у Сегунді.
Хав'єр Дорадо спробував ще одну спробу заграти у клубі першого дивізіону, перейшовши 2006 року до «Мальорки», але у своєму дебютному сезоні він лише двічі зіграв у чемпіонаті, програвши конкуренцію Фернандо Наварро. У сезоні 2007/08 він з'явився лише в одному матчі Кубка Іспанії і жодного разу не зіграв у лізі, а після того, як його ситуація не покращилася і в наступному сезоні, він завершив кар'єру у липні 2008 року після травми передньої хрестоподібної зв'язки.
У сезоні 2011/12 він відновив кар'єру і зіграв кілька ігор за «Атлетіко Балеарес» у Сегунді Б.

## Виступи за збірну
Протягом 1998—2000 років залучався до складу молодіжної збірної Іспанії, разом з якою брав участь у молодіжному Євро-2000, на якому здобув бронзові нагороди. Всього на молодіжному рівні зіграв у 4 офіційних матчах.